# Attacus taprobanis
Attacus taprobanis är en fjärilsart som beskrevs av Moore 1882-1883. Attacus taprobanis ingår i släktet Attacus och familjen påfågelsspinnare. Inga underarter finns listade i Catalogue of Life.